# La clemenza di Tito
La clemenza di Tito (deutsch: Die Milde des Titus; früher oft unter dem Titel Titus) ist eine Opera seria (KV 621, Originalbezeichnung: „Dramma serio“) in zwei Akten und sieben Bildern von Wolfgang Amadeus Mozart. Die Uraufführung fand am 6. September 1791 im Gräflich Nostitzschen Nationaltheater Prag aus Anlass der Krönung Kaiser Leopolds II. zum König von Böhmen statt.

## Handlung
Die Handlung der Oper spielt im Jahr 79 in Rom.

### Erster Akt
Gemächer Vitellias
Szene 1. Vitellia ist erzürnt darüber, dass Kaiser Tito, der den Thron ihres Vaters Vitellio usurpiert hat, die „Barbarin“ Berenice heiraten will und ihre eigenen Rechte somit übergeht. Sie verspricht ihrem Verehrer Sesto, die Seinige zu werden, wenn er ihre Schmach rächt und den Kaiser stürzt. Sesto, der mit Tito befreundet ist, überwindet seine Skrupel nach einigem Zögern und nimmt die Aufgabe an (Nr. 1: Duett Vitellia, Sesto: „Come ti piace imponi“).
Szene 2. Sestos Freund Annio berichtet, dass Tito sich aus Gründen der Staatsräson von Berenice getrennt hat. Vitellia, die nun hofft, dass Tito vielleicht eine Ehe mit ihr selbst eingehen will, lässt den Mordplan wieder fallen. Als Sesto ihr daraufhin vorwirft, ihn wie einen Spielball zu behandeln, weist sie ihn zurecht (Nr. 2: Arie Vitellia: „Deh se piacer mi vuoi“).
Szene 3. Annio bittet Sesto um die Hand seiner Schwester Servilia und um Fürsprache bei Tito (Nr. 3: Duettino Sesto, Annio: „Deh prendi un dolce amplesso“).
Teil des Forum Romanum, prächtig mit Bögen, Obelisken und Trophäen geschmückt; im Hintergrund das Äußere des Kapitols und eine prachtvolle Straße dorthin
Szene 4. In feierlichem Rahmen (Nr. 4: Marsch) huldigen Senatoren, Abgesandte der Provinzen, Liktoren, Prätorianer und das römische Volk dem Kaiser (Nr. 5: Chor: „Serbate, oh Dei custodi“). Er erhält den Ehrentitel „Vater des Vaterlandes“. Annio und der Prätorianer-Hauptmann Publio informieren Tito über einen Senatsbeschluss, die Tributzahlungen für einen dem Kaiser gewidmeten Tempel zu verwenden. Tito fühlt sich geehrt, entscheidet aber, das Geld stattdessen für die Opfer des letzten Vesuv-Ausbruchs zu nutzen. Sesto will Tito nun über den Hochzeitswunsch von Annio und Servilia informieren. Tito unterbricht ihn jedoch zu beider Bestürzung mit der Mitteilung, dass er sich nun eine römische Gattin nehmen wolle und für Sestos Schwester Servilia entschieden habe. Ausgerechnet Annio soll ihr diese Nachricht bringen (Nr. 6: Arie Tito: „Del più sublime soglio“).
Szene 5. Unter Qualen erzählt Annio Servilia, dass sie zur Kaiserin ausersehen wurde. Er ist bereit, Tito zuliebe auf sein Glück zu verzichten, doch Servilia will sich unter keinen Umständen von ihm trennen (Nr. 7: Duett Servilia, Annio: „Ah perdona al primo affetto“).
Angenehmer Ort in den Kaisergemächern auf dem Palatin
Szene 6. Publio bringt Tito eine Liste von Regimekritikern, gegen die Maßnahmen ergriffen werden sollten. Tito lehnt das ab. Leichtfertige Kritik kann er ignorieren, Verrückte bemitleiden, für konstruktive Kritik ist er dankbar, und Bösartigkeiten will er vergeben.
Szene 7. Servilia erzählt Tito von ihrer Liebe zu Annio. Der lobt sie für ihre Ehrlichkeit und gibt sie frei (Nr. 8: Arie Tito: „Ah, se fosse intorno al trono“).
Szene 8. Vitellia fühlt sich von Tito erneut übergangen und reagiert mit Ablehnung auf Servilia. Diese verschweigt ihr die jüngste Entwicklung.
Szene 9. Vitellia drängt Sesto erneut, gegen den Kaiser vorzugehen. Obwohl sich dieser von ihr verhöhnt fühlt, kann er ihr nichts abschlagen. Er eilt zum Kapitol, um einen Aufstand anzuzetteln und Tito zu ermorden (Nr. 9: Arie Sesto: „Parto, ma tu ben mio“).
Szene 10. Kaum ist Sesto fort, erscheinen Publio und Annio mit der Nachricht, dass Tito nun beschlossen habe, Vitellia zu heiraten. Vitellia ist erschüttert, da sie Sesto nicht mehr aufhalten kann (Nr. 10: Terzett Vitellia, Publio, Annio: „Vengo… aspettate…“).
Kapitol wie zuvor
Szene 11. Sesto hat starke Gewissensbisse, dass er zum Verräter an seinen Freund Tito geworden ist (Nr. 11: Accompagnato Sesto: „Oh Dei, che smania è questa“). Das Kapitol ist bereits in Flammen aufgegangen. Annio und Servilia kommen Sesto entgegen, doch zu deren Verwunderung eilt er fort. Kurz darauf erscheint auch Publio und berichtet von einer Verschwörung gegen den Kaiser. Alle sind bestürzt über die Schreckensrufe der Bevölkerung (Nr. 12: Quintett mit Chor: „Deh conservate, oh Dei“).
Szene 12. Vitellia ist auf der Suche nach Sesto.
Szene 13. Sesto kehrt vom Kapitol zurück. Er glaubt, dass Tito tot ist. Die anderen rätseln, wer wohl hinter dem Anschlag stecken könnte. Vitellia kann Sesto gerade noch daran hindern, seine Schuld zu offenbaren. Alle trauern.

### Zweiter Akt
Angenehmer Ort in den Kaisergemächern auf dem Palatin
Szene 1. Zu Sestos Erleichterung bringt Annio die Nachricht, dass Tito überlebt hat. Sesto gesteht Annio seine Schuld und will zur Buße das Land verlassen. Annio überredet ihn, Tito stattdessen um Gnade zu bitten (Nr. 13: Arie Annio: „Torna di Tito a lato“).
Szene 2. Vitellia, die auch für sich selbst fürchtet, drängt Sesto zur Flucht.
Szene 3. Publio kommt mit einigen Wachen, um Sesto zu verhaften. Sesto hatte während des Aufstands versucht, den Kaiser zu ermorden, aber versehentlich seinen eigenen Komplizen Lentulo verwundet. Lentulo hat daraufhin Sesto als Urheber der Verschwörung benannt.
Szene 4. Sesto lässt sich abführen, ohne Vitellias Mitschuld zu verraten. Diese bleibt schuldbewusst zurück (Nr. 14: Terzett Vitellia, Sesto, Publio: „Se al volto mai ti senti“)
Großer Audienzsaal mit Thron, Sitzen und Tischen
Szene 5. Das Volk preist das Schicksal für die Rettung des Kaisers (Nr. 15: Chor: „Ah grazie si rendano“). Tito kann nicht an den Verrat seines Freundes Sesto glauben. Publio hofft, dass er damit recht hat (Nr. 16: Arie Publio: „Tardi s’avvede“).
Szene 6. Annio bittet Tito um Gnade für Sesto.
Szene 7. Publio bringt Tito das zu unterschreibende Todesurteil. Er bestätigt, dass Sesto gestanden habe und seine Schuld feststehe. Tito schickt ihn und Annio hinaus, um in Ruhe nachdenken zu können. Annio bittet noch einmal um Milde (Nr. 17: Arie Annio: „Tu fosti tradito“).
Szene 8. Tito ist mit sich selbst im Unreinen. Er setzt an, das Urteil zu unterschreiben, legt es dann aber wieder fort. Schließlich beschließt er, selbst mit Sesto zu sprechen, um die Hintergründe seiner Tat zu erfahren (Accompagnato: „Che orror! che tradimento!“).
Szene 9. Zusammen mit Publio wartet Tito ungeduldig darauf, dass Sesto hereingeführt wird.
Szene 10. Im Gespräch mit Sesto erfährt Tito nichts Neues (Nr. 18: Terzett Sesto, Tito, Publio: „Quello di Tito è il volto!“). Sesto zeigt starke Reue für seine Tat, nennt aber keine Gründe oder Mittäter, da er Vitellia nicht in Gefahr bringen will. Tito wird wütend und lässt ihn wieder abführen. Sesto bittet darum, noch einmal seine Hand küssen zu dürfen und erinnert ihn an ihre frühere Freundschaft (Nr. 19: Rondo Sesto: „Deh per questo istante solo“).
Szene 11. Wieder allein, unterschreibt Tito widerstrebend das Urteil, zerreißt es aber anschließend.
Szene 12. Als Publio zurückkehrt, teilt Tito ihm nur mit, dass alles entschieden sei. Sie begeben sich zusammen zur Arena, wo das Urteil vollstreckt werden soll. Tito fühlt sich nicht in der Lage, der von seinem Amt geforderten Grausamkeit nachzugeben (Nr. 20: Arie Tito: „Se all’impero, amici Dei“).
Szene 13. Vitellia erfährt von Publio, dass Sesto in der Arena hingerichtet werden soll. Sie befürchtet, dass Sesto sie in seinem Gespräch mit dem Kaiser verraten hat.
Szene 14. Annio und Servilia flehen Vitellia an, ihren Einfluss als seine künftige Gattin bei Tito geltend zu machen, um Sesto zu retten. Vitellia schließt daraus, dass Sesto still gehalten hat. Servilia hofft, dass ihre Tränen Erfolg haben werden (Nr. 21: Arie Servilia: „S’altro che lacrime“).
Szene 15. Vitellia bewundert die Liebe und Treue Sestos, der für sie in den Tod gehen wird. Sie erkennt, dass sie Tito ihre eigene Schuld bekennen muss, wenn sie nicht ihr Leben lang unter Schuldgefühlen leiden will (Nr. 22: Accompagnato Vitellia: „Ecco il punto, oh Vitellia“ – Nr. 23: Rondo Vitellia: „Non più di fiori vaghe catene“).
Prächtiger Ort am Eingang des großen Amphitheaters, dessen Inneres hinter mehreren Bögen sichtbar ist; die zum Feuertod verurteilten Verschwörer befinden sich bereits in der Arena
Szene 16. Nach einem allgemeinen Lobpreis auf den Herrscher (Nr. 24: Chor: „Che del ciel, che degli Dei“) lässt Tito die Verurteilten hereinführen. Annio und Servilia flehen erneut um Gnade für Sesto.
Szene 17 Vitellia stürzt atemlos herein, kniet vor dem Kaiser nieder und gesteht, dass sie selbst Sesto zu seinem Verrat angestiftet habe, weil sie sich zurückgesetzt gefühlt habe und nach Rache dürstete. Tito ist schwer enttäuscht. Gerade als er einen Verbrecher begnadigen wollte, musste er einen weiteren finden (Nr. 25: Accompagnato Tito: „Ma che giorno è mai questo?“). Dennoch bleibt er sich treu: Er lässt Sesto, Lentulo und die anderen Verschwörer frei. Alle preisen seinen Großmut (Nr. 26: Sextett mit Chor: „Tu, è ver, m’assolvi Augusto“).

## Gestaltung
Der Großteil der Arien und Ensemblesätze ist knapp gehalten und mit schlichten, geradezu klassizistischen Mitteln auf die Ausdeutung der jeweiligen Affekte ausgerichtet. Dem gegenüber stechen die wenigen großen Arien besonders hervor: Das Duett Vitellia/Sesto (Nr. 1), die jeweils erste und letzte Arie von Vitellia (Nr. 2 und Nr. 23) und Sesto (Nr. 9 und Nr. 19) sowie die Schlussarie des Tito (Nr. 20) sind virtuos und komplex gestaltet (zwei von ihnen sind Rondos) und legen somit auch den inhaltlichen Schwerpunkt auf diese drei Hauptpersonen. Im Gegensatz zur traditionellen Form der Opera seria gibt es ebenso viele Ensemblesätze wie Arien. Letztere sind allerdings weiterhin als Abgangsarien konzipiert. Auch die Trennung zwischen Handlung und Reflexion bleibt bestehen.
Die Musik der Ouvertüre hat keinen thematischen Zusammenhang mit der eigentlichen Oper. Sie wurde gelegentlich als dramatisches Streitgespräch nach den Prinzipien Christoph Willibald Glucks aufgefasst und entspricht im Wesentlichen einer groß angelegten Sonatenform, bei der Mozart in der Reprise die Reihenfolge der beiden Themen umkehrte.
Die beiden Duette des ersten Akts erinnern in ihrer Volkstümlichkeit an die Zauberflöte. Die Trios enthalten Buffo-Elemente. Das erste Finale wirkt wie ein Bindeglied zwischen dem Stil Glucks und dem des 19. Jahrhunderts. Die Takte 17–24 modulieren auf ungewöhnliche Weise von Es-Dur nach Ges-Dur. Es gibt einen Chor außerhalb der Bühne und Tremolo-Effekte.

### Orchester
Nach der Neuen Mozart-Ausgabe sieht das Orchester die folgenden Instrumente vor:
- Holzbläser: zwei Flöten, zwei Oboen, zwei Klarinetten (auch Bassettklarinette), Bassetthorn, zwei Fagotte
- Blechbläser: zwei Hörner, zwei Trompeten
- Pauken
- Streicher
- Continuo in den Secco-Rezitativen: Cembalo, Violoncello

In zwei Arien setzt Mozart ein Soloinstrument ein: In Sestos Arie Parto ma tu ben mio (Nr. 9) eine Bassettklarinette, in Vitellias Arie Non più di fiori (Nr. 23) ein Bassetthorn.

### Musiknummern
Die Oper besteht aus einer Ouvertüre und 26 durch Secco- und Accompagnato-Rezitative verbundene Musiknummern. Die Musiknummern sind in der Neuen Mozart-Ausgabe folgendermaßen aufgeführt:
- Ouvertüre (Allegro)

Erster Akt
- Szene 1. Vitellia, Sesto
  - Rezitativ: „Ma chè? sempre l’istesso“
  - Nr. 1: Duett (Vitellia, Sesto): „Come ti piace imponi“ (Andante – Allegro)
- Szene 2. Annio, Vitellia, Sesto
  - Rezitativ: „Amico, il passo affretta“
  - Nr. 2: Arie (Vitellia) „Deh se piacer mi vuoi“ (Larghetto – Allegro)
- Szene 3. Annio, Sesto
  - Rezitativ: „Amico, ecco il momento“
  - Nr. 3: Duettino (Sesto, Annio): „Deh prendi un dolce amplesso“ (Andante)
- Szene 4. Chor, Publio, Annio, Tito, Sesto
  - Nr. 4: Marsch. Maestoso
  - Nr. 5: Chor: „Serbate, oh Dei custodi“ (Allegro)
  - Rezitativ: „Te della patria il Padre“
  - Marsch (Wiederholung von Nr. 4). Maestoso
  - Rezitativ: „Adesso, oh Sesto, parla per me“
  - Nr. 6: Arie (Tito): „Del più sublime soglio“ (Andante)
- Szene 5. Annio, Servilia
  - Rezitativ: „Non ci pentiam“
  - Nr. 7: Duett (Servilia, Annio): „Ah perdona al primo affetto“
- Szene 6. Tito, Publio
  - Rezitativ: „Che mi rechi in quel foglio?“
- Szene 7. Tito, Publio, Servilia
  - Rezitativ: „Di Tito al piè…“
  - Nr. 8: Arie (Tito): „Ah, se fosse intorno al trono“ (Allegro)
- Szene 8. Servilia, Vitellia
  - Rezitativ: „Felice me!“
- Szene 9. Vitellia, Sesto
  - Rezitativ: „Ancora mi schernisce?“
  - Nr. 9: Arie (Sesto): „Parto, ma tu ben mio“ (Adagio – Allegro – Allegro assai)
- Szene 10. Vitellia, Publio, Annio
  - Rezitativ: „Vedrai, Tito, vedrai“
  - Nr. 10: Terzett (Vitellia, Publio, Annio): „Vengo… aspettate…“ (Allegro)
- Szene 11–13. Sesto, Annio, Servilia, Publio, Vitellia
  - Nr. 11: Accompagnato (Sesto): „Oh Dei, che smania è questa“ (Allegro assai – Andante – Tempo primo)
  - Nr. 12: Quintett mit Chor (Vitellia, Servilia, Sesto, Annio, Publio, Chor): „Deh conservate, oh Dei“ (Allegro – Rezitativ – Andante – Rezitativ – Andante)

Zweiter Akt
- Szene 1. Annio, Sesto
  - Rezitativ: „Sesto, come tu credi“
  - Nr. 13: Arie (Annio): „Torna di Tito a lato“ (Allegretto)
- Szene 2. Sesto, Vitellia
  - Rezitativ: „Partir deggio, o restar?“
- Szene 3. Publio, Sesto, Vitellia
  - Rezitativ: „Sesto! Che chiedi?“
- Szene 4. Publio, Sesto, Vitellia
  - Nr. 14: Terzett (Vitellia, Sesto, Publio): „Se al volto mai ti senti“ (Andantino – Allegretto)
- Szene 5. Tito, Publio, Patrizier, Prätorianer, Volk
  - Nr. 15: Chor (Tito, Chor): „Ah grazie si rendano“ ([Andante])
  - Rezitativ: „Già de’ pubblici giuochi“
  - Nr. 16: Arie (Publio): „Tardi s’avvede“ (Allegretto)
- Szene 6–7. Tito, Annio, Publio
  - Rezitativ: „No, così scellerato“
  - Nr. 17: Arie (Annio): „Tu fosti tradito“ (Andante)
- Szene 8. Tito
  - Accompagnato: „Che orror! che tradimento!“ (Allegro)
- Szene 9. Tito, Publio
  - Rezitativ: „Ma, Publio, ancora Sesto non viene?“
- Szene 10. Tito, Publio, Sesto
  - Nr. 18: Terzett (Sesto, Tito, Publio): „(Quello di Tito è il volto!)“ (Larghetto – Allegro)
  - Rezitativ: „Eppur mi fa pietà“
  - Nr. 19: Rondo (Sesto): „Deh per questo istante solo“
- Szene 11. Tito
  - Rezitativ: „Ove s’intese mai“
- Szene 12. Tito, Publio
  - Rezitativ: „Publio. Cesare. Andiamo“
  - Nr. 20: Arie (Tito): „Se all’impero, amici Dei“ (Allegro – Andantino – Primo tempo)
- Szene 13. Vitellia, Publio
  - Rezitativ: „Publio, ascolta!“
- Szene 14. Vitellia, Servilia, Annio
  - Rezitativ: „Non giova lusingarsi“
  - Nr. 21: Arie (Servilia): „S’altro che lacrime“ (Tempo di Minuetto)
- Szene 15. Vitellia
  - Nr. 22: Accompagnato (Vitellia): „Ecco il punto, oh Vitellia“ (Allegro)
  - Nr. 23: Rondo (Vitellia): „Non più di fiori vaghe catene“ (Rondo. Larghetto)
- Szene 16. Liktoren, Senatoren, Patrizier, Prätorianer, Tito, Annio, Servilia
  - Nr. 24: Chor: „Che del ciel, che degli Dei“ (Andante maestoso)
  - Rezitativ: „Pria che principio“
- Szene 17. Tito, Publio, Sesto, Liktoren, Annio, Servilia, Vitellia.
  - Rezitativ: „Sesto, de’ tuoi delitti“
  - Nr. 25: Accompagnato (Tito): „Ma che giorno è mai questo?“ (Allegro)
  - Nr. 26: Sextett mit Chor: „Tu, è ver, m’assolvi Augusto“

## Werkgeschichte
Mozart komponierte seine Oper La clemenza di Tito anlässlich der Krönung Kaiser Leopolds II. zum König von Böhmen am 6. September 1791 in Prag. Die böhmischen Stände vereinbarten am 8. Juli mit Domenico Guardasoni, dem Impresario des Gräflich Nostitzschen Nationaltheaters, dass die Krönungsoper von einem berühmten Meister („da un cellebre Maestro“) komponiert werden sollte. Nachdem Antonio Salieri wegen Arbeitsüberlastung das Angebot ausgeschlagen hatte, erhielt Mozart den Auftrag. Guardasoni hatte die Wahl zwischen zwei Sujet-Vorschlägen des böhmischen Oberstburggrafen Heinrich Franz von Rottenhan. Das „Suggetto del Tito di Metastasio“ war als Notlösung im Falle von Zeitknappheit gedacht. Guardasoni reiste daraufhin nach Wien, das er am 14. Juli erreichte. Dort kontaktierte er Mozart und den Librettisten Caterino Mazzolà. Letzterer hatte im Mai anstelle des entlassenen Lorenzo Da Ponte die Aufgaben des kaiserlichen Hofdichters übernommen. Anschließend begab sich Guardasoni nach Italien, um die vertraglich vereinbarten Sänger ersten Ranges anzuwerben.
Als Textvorlage entschied man sich nun für Pietro Metastasios Libretto La clemenza di Tito, dessen erste Vertonung durch Antonio Caldara bereits 1734 in Wien gespielt worden war und in seinem Lobpreis auf den gütigen Herrscher gerade für Leopold II. passend schien. Man erhoffte sich von Leopold eine umsichtige Weiterführung der Reformen seines Bruders und Amtsvorgängers Joseph II. Das Libretto war bereits mehr als 40 Mal vertont worden. Mazzolà überarbeitete den über 50 Jahre alten Text vermutlich in Zusammenarbeit mit Mozart stark. Der zweite der ursprünglich drei Akte wurde fast vollständig entfernt und dessen Anfangsszene zum Finalquintett des ersten Akts umgestaltet. Nur sieben Arien und ein Chor blieben unangetastet. Mazzolà ergänzte jeweils drei Duette und Terzette. In seinem Werkverzeichnis vermerkte Mozart, dass er aus dem Text eine „wahre Oper“ gemacht habe („Ridotta a vera opera dal signor Mazzolà“). Insgesamt gewann das Stück durch den Umbau an Klarheit und dramatischer Schlüssigkeit. Der Musikwissenschaftler Dietmar Holland schrieb: „Die diskursiven, streng rationalistischen Momente des ursprünglichen Librettos wurden zugunsten der emotionalen stark zurückgedrängt; Mozarts Titus wurde zu einer Geschichte der Entsagungen.“
Die Komposition des Tito schuf Mozart nahezu zeitgleich mit seiner Zauberflöte. Einer verbreiteten Legende zufolge benötigte er für die gesamte Komposition nur 18 Tage. Dies ist jedoch nicht haltbar. Mit Unterbrechungen konnte er von Ende Juni bis Anfang September an dem Werk arbeiten. Insgesamt standen ihm wohl ungefähr 50 Tage zur Verfügung. Die Zeit war dennoch so knapp, dass er die Komposition der Secco-Rezitative seinem Schüler Franz Xaver Süßmayr überließ. Den Papieruntersuchungen des Musikwissenschaftlers Alan Tyson zufolge komponierte Mozart die Musik nicht entlang der Szenen- oder Handlungsfolge, sondern in Gruppen zusammengehöriger Musiknummern. Er begann mit den beiden Duetten und dem Terzett des ersten Akts. Es folgten die Nummern 3, 5, 6, 15, 18, 19, 20, 24 und 26, dann die Nummern 9, 13, 14, 16 und 17, der zweite Teil von Nr. 19, die Nummern 20, 21 und 22 und der Larghetto-Abschnitt von Nr. 23. Erst nach Mozarts Ankunft in Prag am 28. August komponierte er den Marsch Nr. 4, Titos Arie Nr. 8 und das Accompagnato „Che orror! che tradimento“ (II.8) sowie die Ouvertüre. Den Anfang der Nr. 19 hatte Mozart wahrscheinlich schon vorher geschrieben, wobei Zeitpunkt und Anlass nicht genau bekannt sind.
Die Uraufführung am 6. September 1791 im Gräflich Nostitzschen Nationaltheater leitete Mozart selbst. Die Bühnendekorationen der ersten drei Bilder stammten von Pietro Travaglia. Für das vierte und vermutlich auch die beiden letzten Bilder war Preisig aus Koblenz zuständig. Die Kostüme wurden von Cherubino Babbini aus Mantua speziell für diese Produktion entworfen. Der Tenor Antonio Baglioni sang die Titelrolle. Er hatte auch 1787 bei der Uraufführung des Don Giovanni den Don Ottavio gesungen. Für die junge Sopranistin Maria Marchetti-Fantozzi wurde die Vitellia später zur Paraderolle, die sie noch 1816 in Paris sang. Die ebenfalls noch junge polnische Sopranistin Antonina Miklaszewicz sang die Servilia. Sie heiratete 1791 Gaetano Campi, den Sänger des Publio, und war anschließend in Wien unter dem Namen Antonina Campi sehr erfolgreich. Für die Partie des Sesto wurde der italienische Soprankastrat Domenico Bedini eingesetzt, der extra für diese Aufführung nach Prag reiste. Die Rudolf Kloiber und Robert Maschka zufolge eigentlich ebenfalls als Kastratenrolle gedachte Partie des Annio übernahm bei der Uraufführung die Sängerin Carolina Perini. Die solistischen Instrumentalpartien für Bassettklarinette in B (Nr. 9) und Bassetthorn in F (Nr. 23) spielte Anton Stadler, ein Logenbruder Mozarts.
Die Produktion war offenbar zunächst nur mäßig erfolgreich. Karl von Zinzendorf bezeichnete die Oper in seinem Tagebuch als ein „plus ennuyeux spectacle“ („ein äußerst langweiliges Schauspiel“). Ein angebliches Zitat der Kaiserin Maria Ludovica, die die Oper „una porcheria tedescha“ („eine deutsche Schweinerei“) genannt haben soll, ist nicht durch zeitgenössische Quellen belegt. Es findet sich in der 1871 erschienenen Schrift Rococo-Bilder: nach Aufzeichnungen meines Grossvaters von Alfred Meißner, einer Sammlung von Anekdoten aus dem kulturellen und politischen Leben im Prag des späten 18. und frühen 19. Jahrhunderts. Möglicherweise hatte Meißner den Ausdruck in den Unterlagen seines Großvaters August Gottlieb Meißner gefunden, der den Text einer am 12. September 1791 in Prag aufgeführten Krönungskantate verfasst hatte und somit eine glaubwürdige Quelle wäre. Es sind aber auch andere Möglichkeiten denkbar. Der Zuspruch steigerte sich bei den Folgeaufführungen. Die letzte Vorstellung am 30. September wurde Stadler zufolge „mit ausserordentlichen beifall“ angenommen.
Anschließend entwickelte sich La clemenza di Tito zu Mozarts erfolgreichster Oper hinter dem Don Giovanni und der Zauberflöte und blieb dies bis ins 19. Jahrhundert. Man lobte im Sinne des Klassizismus die „strenge Einfachheit und stille Erhabenheit“ und stellte es an die Seite von Goethes ein Jahr zuvor erschienenem Schauspiel Torquato Tasso. Nur wenige Aufführungen im 19. Jahrhundert dienten dem ursprünglichen Zweck als höfische Festoper. Zu nennen ist hier die Feier der Abtretung der rheinpfälzischen Oberämter Ladenburg, Bretten und Heidelberg von Bayern an Baden 1802, als das Werk in Mannheim gespielt und Titus in einem gesprochenen Epilog mit dem Markgrafen Karl Friedrich von Baden verglichen wurde. 1824 wurde der Oper für ein „allegorisches Fest“ zum 25. Jahrestag des Regierungsantritts des Kurfürsten Maximilian IV. Joseph ein neues Libretto von Cäsar Max Heigel mit dem Titel König Garibald unterlegt. 1848 wurde sie noch einmal zur Krönung eines habsburgischen Kaisers, Franz Joseph I., gespielt. Auch außerhalb zeremonieller Zwecke blieb die Oper beliebt. Sie hielt sich bis um 1820 im Standardrepertoire, wurde aber immer wieder frei bearbeitet oder mit neuen Texten versehen. Im Gegensatz zu Mozarts anderen Opern Le nozze di Figaro, Don Giovanni oder Così fan tutte blieb ihr als Opera seria aber eine Bearbeitung als Singspiel mit gesprochenen Dialogen erspart.
Nach 1820 geriet La clemenza di Tito weitgehend in Vergessenheit, bis es ab Ende des 19. Jahrhunderts zu Wiederbelebungsversuchen in Form verschiedener Bearbeitungen kam. Zu nennen sind in diesem Zusammenhang die Fassungen von Wilhelm Kienzl (München 1893), Anton Rudolph (Mannheim 1919), Willy Meckbach (1940) und Hans Curjel/Bernhard Paumgartner (1949, mit Rezitativen aus anderen Werken Mozarts). Erst ab den 1960er Jahren kehrte das Werk wieder dauerhaft ins Repertoire zurück. Bedeutende Produktionen im 20. und 21. Jahrhundert waren:
- 1967: Düsseldorf – Regie: Georg Reinhardt – Dirigent: Günther Wich; im Rahmen eines Zyklus von Mozarts sieben Hauptopern.
- 1969: Köln – Regie: Jean-Pierre Ponnelle, Dirigent: István Kertész; Tito: Manfred Schmidt, Vitellia: Janet Coster, Sesto: Yvonne Minton, Servilia: Lucia Popp; auch 1971 in München (Dirigent: Reynald Giovaninetti; mit Sven Olof Eliasson, Julia Varady, Brigitte Fassbaender und Lilian Sukis); viele Wiederaufnahmen bis in die 80er Jahre.
- 1974: Deutsche Oper Berlin – Regie: Winfried Bauernfeind, Dirigent: Eugen Jochum; mit Horst Laubenthal, Annabelle Bernard und Agnes Baltsa.
- 1976: Salzburger Festspiele – Regie: Jean-Pierre Ponnelle, Dirigent: James Levine; mit Werner Hollweg, Carol Neblett, Tatiana Troyanos, Catherine Malfitano; Wiederaufnahmen 1977 und 1979 sowie 1983 in New York.
- 1976: Theater an der Wien – Regie: Federik Mirdita, Dirigent: Julius Rudel; mit Werner Hollweg, Edda Moser und Teresa Berganza; auch 1977 an der Wiener Staatsoper, 1979 an der New York City Opera, 1980 am Teatro San Carlo Neapel.
- 1978: Stockholm – Regie: Knut Hendriksen, Dirigent: Elio Boncompagni; mit Gösta Winbergh, Margareta Hallin und Edith Thallaug.
- 1978: Berlin – Regie: Ruth Berghaus, Dirigent: Wolfgang Rennert; mit Peter Schreier, Celestina Casapietra und Ute Trekel-Burckhardt.
- 1986: Hamburg – Regie: Jorge Lavelli, Dirigent: Hans Zender; mit Hermann Winkler, Roberta Alexander und Ute Trekel-Burckhardt.
- 1982: Brüsseler Mozart-Zyklus – Regie: Karl-Ernst Herrmann, Dirigent: Sylvain Cambreling; mit Stuart Burrows, Christiane Eda-Pierre und Alicia Nafé.
- 1989: Zürich – Regie: John Dew; Dirigent: Nikolaus Harnoncourt; mit David Rendall, Roberta Alexander und Ann Murray.
- 1999: München – Regie: Martin Duncan; Fernseheffekt durch Projektionen der Sänger auf einen großen Bildschirm.[3]
- 2003: Felsenreitschule Salzburg – Regie: Martin Kušej, Dirigent: Nikolaus Harnoncourt; mit Anspielungen auf aktuelle Ereignisse.[3]
- 2017: Felsenreitschule Salzburg – Regie: Peter Sellars, Dirigent: Teodor Currentzis, Intendant: Markus Hinterhäuser; mit Russel Thomas (Tito), Christina Gansch (Servilia), Marianne Crebassa (Sesto), Golda Schultz (Vitellia), Jeanine de Bique (Annio) und Willard White (Publio); bearbeitet mit Einschub einiger anderer Werke Mozarts;[13] auch 2018 an De Nationale Opera in Amsterdam.[14]

Der Komponist Manfred Trojahn erstellte für eine Produktion der Nederlandse Opera Amsterdam 2002 eine Neufassung der Oper, bei der er Süßmayrs Secco-Rezitative durch orchestral auskomponierte Stücke ersetzte, die Musik Mozarts aber unverändert ließ. Er verzichtete dabei auf eine Imitation von Mozarts Stil, ließ aber gelegentlich Mozarts Klänge in tonalen Fragmenten durchschimmern.

## Aufnahmen
La clemenza di Tito ist vielfach auf Tonträger erschienen. Operadis nennt 38 Aufnahmen im Zeitraum von 1951 bis 2008. Daher werden im Folgenden nur die in Fachzeitschriften, Opernführern oder Ähnlichem besonders ausgezeichneten oder aus anderen Gründen nachvollziehbar erwähnenswerten Aufnahmen aufgeführt.
- 1951 (?) – Gustav Lund (Dirigent), Orchester des Tonstudios Stuttgart, Schwäbische Chorgemeinschaft.
 Albert Weikenmeier (Tito), Käthe Nentwig (Vitellia), Friederike Sailer (Servilia), Hetty Plümacher (Sesto), M. [= Margot] Mangold (Annio), Bruno Müller (Publio).
 Älteste bekannte Aufnahme; Studioaufnahme; ohne Rezitative.
 Period TE 1063 (3 LPs).[16]:11353
- Mai/Juni 1967 – István Kertész (Dirigent), Orchester und Chor der Wiener Staatsoper.
 Werner Krenn (Tito), Maria Casula (Vitellia), Lucia Popp (Servilia), Teresa Berganza (Sesto), Brigitte Fassbaender (Annio), Tugomir Franc (Publio).
 Studioaufnahme; Rezitative gekürzt.
Opernwelt-CD-Tipp: „künstlerisch wertvoll“.[3]
 Csampai/Holland: „Diskographische Empfehlung“.[9]
 DECCA CD: 430 105 2 (2 CDs), DECCA LP: SET 357-9 (3 LPs), Decca 475 703 0 (2 CDs).[16]:11357
- Juni 1990 – John Eliot Gardiner (Dirigent), English Baroque Soloists, Monteverdi Choir.
 Anthony Rolfe Johnson (Tito), Júlia Várady (Vitellia), Sylvia McNair (Servilia), Anne Sofie von Otter (Sesto), Catherine Robbin (Annio), Cornelius Hauptmann (Publio).
 Live, konzertant aus London; Rezitative gekürzt.
 Csampai/Holland: „Diskographische Empfehlung“.[9]
 Gramophone: „We have execution on period instruments that surely must banish all doubts about their use in Mozart.“[17]
 Archiv Produktion 431 806 2 (2 CDs).[16]:11371
- 1991 – Andrew Davis (Dirigent), Nicholas Hytner (Inszenierung), London Philharmonic Orchestra, Glyndebourne Festival Chorus.
 Philip Langridge (Tito), Ashley Putnam (Vitellia), Elżbieta Szmytka (Servilia), Diana Montague (Sesto), Martina Mahé (Annio), Peter Rose (Publio).
 Video; live aus Glyndebourne; Secco-Rezitative von Stephen Oliver.
 Gramophone: „A revelatory production‚ superbly filmed‚ and an absolute ‚must‘ for all Mozartians“.[18]
 Arthaus DVD 100407 (1 DVD), Pioneer 26558 (2 CDVs).[16]:11372
- März 1993 – Nikolaus Harnoncourt (Dirigent), Orchester und Chor des Opernhauses Zürich.
 Philip Langridge (Tito), Lucia Popp (Vitellia), Ruth Ziesak (Servilia), Ann Murray (Sesto), Delores Ziegler (Annio), László Polgár (Publio).
 Studioaufnahme; Rezitative gekürzt.
 Opernwelt-CD-Tipp: „künstlerisch wertvoll“, „DDD-Aufnahme“.[3]
 Teldec CD: 4509 90857 2 (2 CDs).[16]:11374
- 1991–1994 – Christopher Hogwood (Dirigent), Academy of Ancient Music.
 Uwe Heilmann (Tito), Della Jones (Vitellia), Barbara Bonney (Servilia), Cecilia Bartoli (Sesto), Diana Montague (Annio), Gilles Cachemaille (Publio).
 Studioaufnahme; vollständig.
 Opernwelt-CD-Tipp: „künstlerisch wertvoll“, „DDD-Aufnahme“.[3]
Oiseau-Lyre CD: 444 131-2 (2 CDs).[16]:11375
- Mai/Juni 2005 – Sylvain Cambreling (Dirigent), Ursel und Karl-Ernst Herrmann (Inszenierung), Orchester und Chor der Pariser Oper.
 Christoph Prégardien (Tito), Catherine Naglestad (Vitellia), Ekaterina Siurina (Servilia), Susan Graham (Sesto), Hannah Esther Minutillo (Annio), Roland Bracht (Publio).
 Video; live aus Paris.
 Preis der deutschen Schallplattenkritik: Bestenliste 2-2006 „DVD-Video-Produktionen“.[19]
 Csampai/Holland: „Diskographische Empfehlung“.[9]
 Opus Arte OA 0942 D (2 DVDs).[16]:11387
- August 2005 – Charles Mackerras (Dirigent), Scottish Chamber Orchestra, Scottish Chamber Orchestra.
 Rainer Trost (Tito), Hillevi Martinpelto (Vitellia), Lisa Milne (Servilia), Magdalena Kožená (Sesto), Christine Rice (Annio), John Relyea (Publio).
 Studioaufnahme.
 Gramophone: „Mackerras and Jacobs both provide fresh impetus to the least-regarded opera of Mozart’s maturity.“[20]
 DGG 477 579 2 (2 CDs).[16]:11385
- 23. November 2005 – René Jacobs (Dirigent), Freiburger Kammerorchester, RIAS Kammerchor.
 Mark Padmore (Tito), Alexandrina Pendatschanska (Vitellia), Sunhae Im (Servilia), Bernarda Fink (Sesto), Marie-Claude Chappius (Annio), Sergio Foresti (Publio).
 Live, konzertant aus dem Berliner Konzerthaus; vollständig.
 Liste der Echo-Klassik-Preisträger 2007: „Operneinspielung des Jahres“ (Oper des 17./18. Jahrhunderts).
 Preis der deutschen Schallplattenkritik: Jahrespreis 2006[21]
 Csampai/Holland: „Diskographische Empfehlung“.[9]
 Gramophone: „Mackerras and Jacobs both provide fresh impetus to the least-regarded opera of Mozart’s maturity.“[20]
 Harmonia Mundi France HMC 801923.24.[16]:11383
- 2017 – Jérémie Rhorer (Dirigent), Ensemble Aedes, Le Cercle de l’Harmonie.
 Kurt Streit (Tito), Karina Gauvin (Vitellia), Julie Fuchs (Servilia), Kate Lindsey (Sesto), Julie Boulianne (Annio), Robert Gleadow (Publio).
Live aus dem Théâtre des Champs-Élysées; Kompromissversion aus der Prager und Wiener Fassung.
 Gramophone: „Rhorer’s is a vivid, dramatically compelling addition to the impressive Tito discography.“[22]
 Alpha ALPHA270.[23]